# Meilendorf
Meilendorf ist ein Ortsteil der gleichnamigen Ortschaft der Stadt Südliches Anhalt im Landkreis Anhalt-Bitterfeld in Sachsen-Anhalt, (Deutschland).

## Geografie
Meilendorf liegt zwischen Köthen (Anhalt) und Halle (Saale).
Die Ortschaft Meilendorf bildet sich durch die Ortsteile Körnitz, Meilendorf und Zehmigkau.

## Geschichte
Im Jahr 1160 wurde Meilendorf erstmals als Milice urkundlich erwähnt.
Am 20. Juli 1950 wurden die bis dahin eigenständigen Gemeinden Körnitz und Zehmigkau nach Meilendorf eingemeindet.
Bis zur Neubildung der Einheitsgemeinde Südliches Anhalt am 1. Januar 2010 war Meilendorf eine selbständige Gemeinde in der Verwaltungsgemeinschaft Südliches Anhalt mit den zugehörigen Ortsteilen Zehmigkau und Körnitz. Letzte Bürgermeisterin von Meilendorf war Britta Friedrich.

## Kultur und Sehenswürdigkeiten

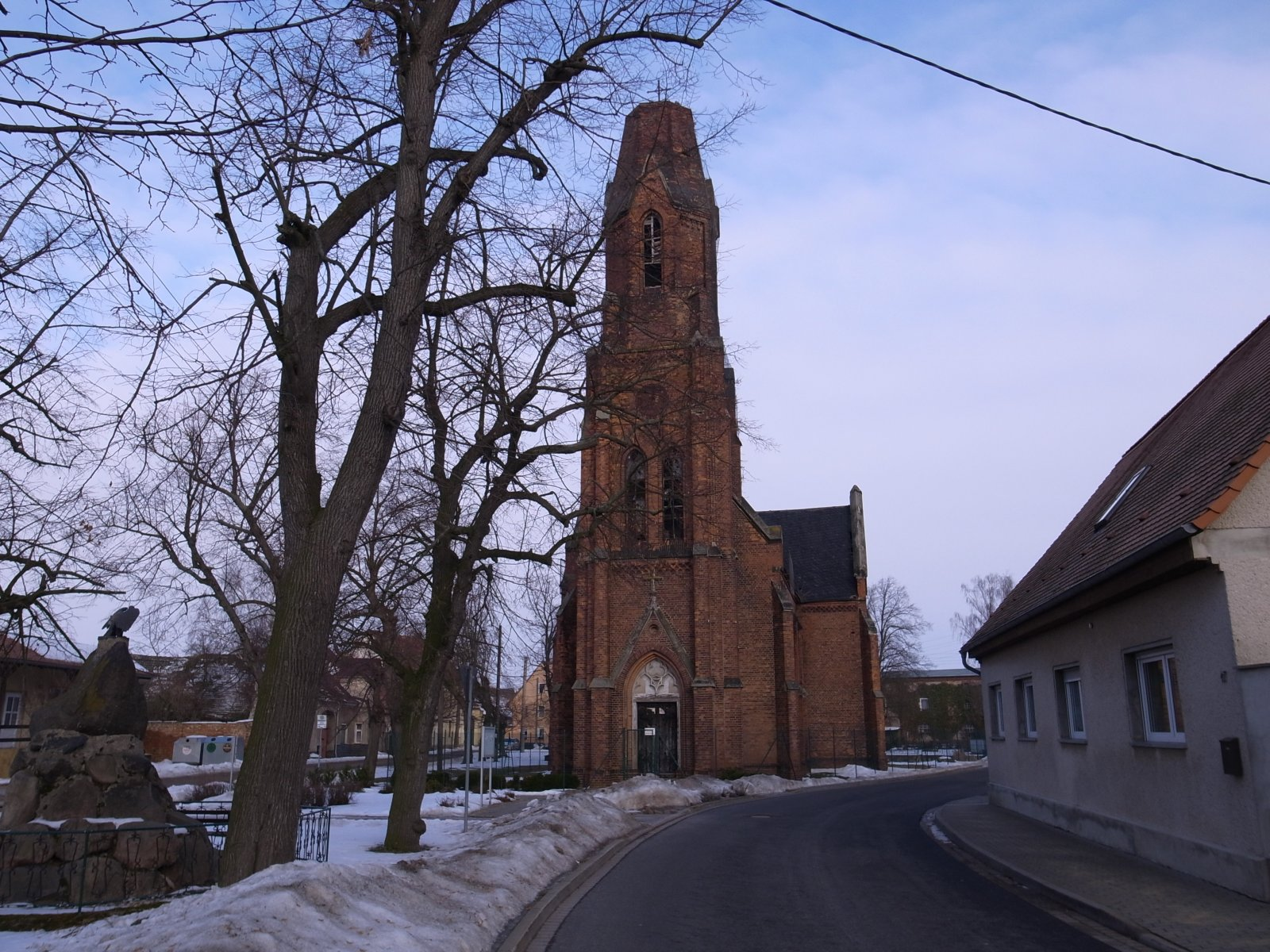
Kreuzkirche (2010)

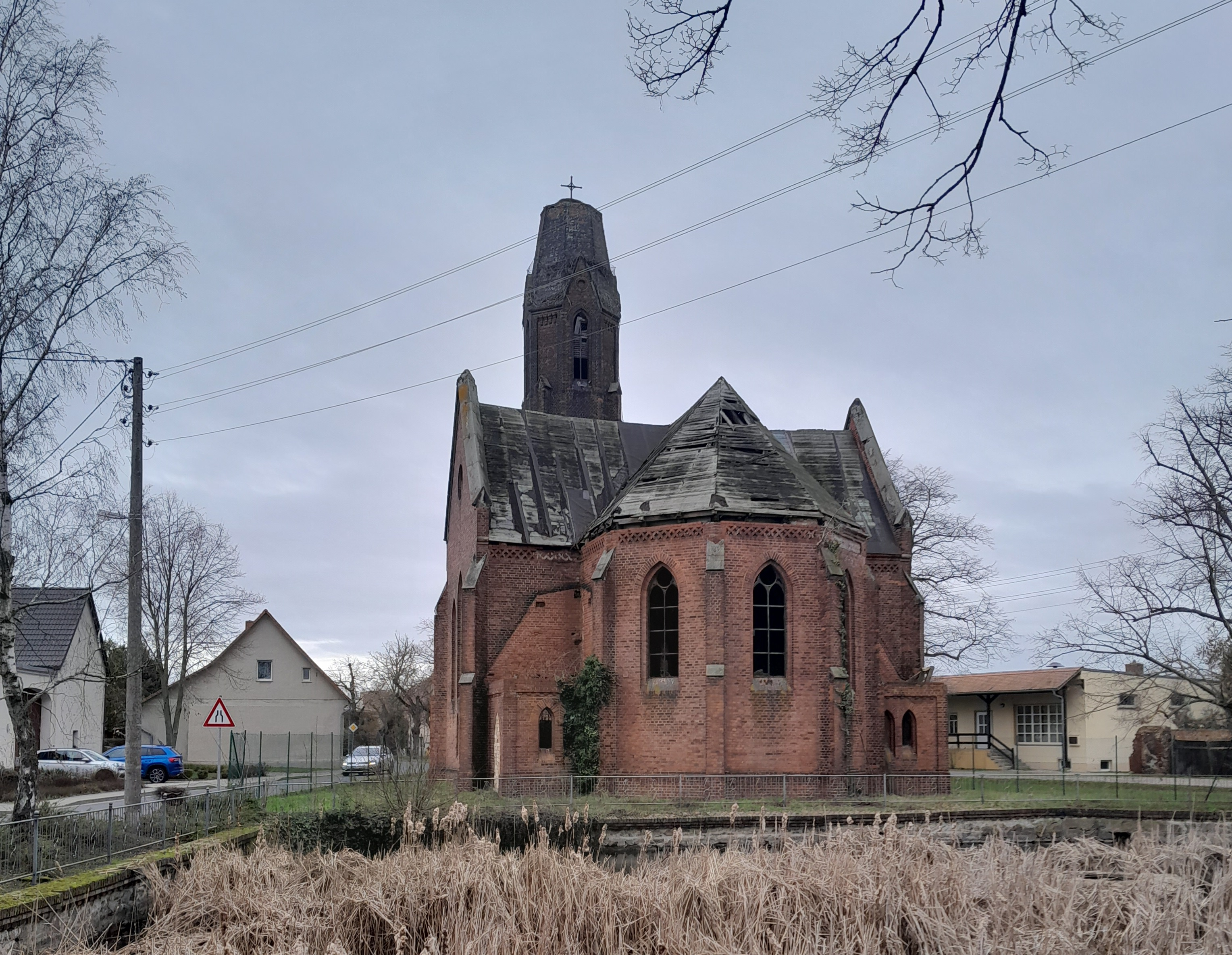
Kreuzkirche (2023)

Die Kreuzkirche aus dem Jahre 1879 im Ortsteil Meilendorf wurde im Zweiten Weltkrieg beschädigt und muss umfassend saniert werden.
Die ehemalige Turmstation im Ortsteil Körnitz wird seit 1994 als Artenschutzturm genutzt. Seit der Rekonstruktion 2005 nach Originalplänen von 1914 ist der Körnitzer Eulenturm Ziel zahlreicher Radtouren. Regelmäßig nisten hier Schleiereulen und Turmfalken.

## Verkehrsanbindung
Westlich von Meilendorf verläuft die Bundesstraße 183 von Bitterfeld-Wolfen nach Köthen (Anhalt).